# デュエルアカデミア
デュエルアカデミアは、『遊☆戯☆王シリーズ』に登場する用語。名前の通り、デュエルモンスターズを教えるアカデミアという設定は共通するものの、作品によって設定が異なる。

## 『遊☆戯☆王デュエルモンスターズGX』
『遊☆戯☆王デュエルモンスターズGX』では、主人公・遊城十代などが主要人物の多くが所属する作品の主要舞台として登場。
オーナーは海馬瀬人。「ノース校」、「アークティック校」、「ウエスト校」、「サウス校」、「イースト校」という姉妹校が存在する。
3枚の神のカードにちなんだオシリス・レッド（下級クラス）、ラー・イエロー（中級クラス）、オベリスク・ブルー（上級クラス）という3つの寮により格付けされている。

## 『遊☆戯☆王5D's』
『遊☆戯☆王5D's』では、ネオ童実野シティに存在する「ネオドミノ校」が登場。主要人物の龍亞と龍可が初等部に、同じく主要人物の十六夜アキが高等部に所属する姿が描かれているほか、中等部の存在も明かされている。

## 『遊☆戯☆王ARC-V』
『遊☆戯☆王ARC-V』では、『遊☆戯☆王デュエルモンスターズGX』に似た世界を描いた融合次元の施設として登場。『GX』ではアカデミアに所属していた天上院明日香が脱退していたり、アカデミアの目的が4つの次元を統一することで、別の人々をカード化して楽しむなど、『GX』に似た世界ではあるが、設定は異なる。